# Porpoising
Porpoising is een term in de autosport die wordt gebruikt om een bepaald effect te beschrijven dat kan worden aangetroffen bij raceauto's met grondeffect. Het effect is vernoemd naar de typische zwembeweging van de bruinvis (in het Engels een porpoise). 

## Principe
Porpoising ontstaat als een raceauto zodanig veel downforce – de neerwaartse liftkracht die wordt gecreëerd door de aerodynamische eigenschappen van een voertuig – opbouwt dat hij tegen het wegdek gedrukt worden. Als die druk zo hoog wordt dat de auto het wegdek raakt of de luchtstroom onder de auto onderbroken wordt, gaat het effect verloren en verliest de auto een groot gedeelte van de downforce. Hierdoor komt de auto weer omhoog, komen de luchtstromen weer samen en herhaalt de cyclus zich. Porpoising zorgt er feitelijk voor dat een raceauto stuiterend over het circuit rijdt.

## Historie
Het effect kwam voor het eerst aan het licht met de Lotus 80, de Formule 1-auto die in 1979 door Team Lotus werd gebruikt. De auto, ontworpen door onder andere Colin Chapman, was een poging om zoveel mogelijk grondeffect te bereiken. Daarin slaagde het team met behulp van een venturi-tunnel aan de onderkant van de wagen, maar de auto bleek enorm te stuiteren en introduceerde een van de rijders, de Amerikaanse coureur Mario Andretti, de term porpoising om het effect te beschrijven. Ook andere teams ontwierpen auto's met grondeffect, totdat het door de FIA in 1983 werd verboden. De steeds hogere bochtsnelheden die door grondeffect mogelijk waren werden te gevaarlijk geacht waardoor er werd ingegrepen.
Voor het Formule 1-seizoen 2022 werden de regels omtrent het koetswerk en chassis grondig herzien en werd het grondeffect met behulp van venturi-tunnels weer mogelijk gemaakt. Verschillende teams kregen hierdoor last van het stuiterende effect bij hogere snelheden. De FIA kwam tijdens het seizoen uit veiligheidsoverwegingen met een nieuwe technische richtlijn om porpoising te verminderen.
Ook in andere raceklassen, zoals de Le Mans-klassen, hebben sommige auto's op hoge snelheid last van porpoising.